# 名森村
名森村（なもりむら）は、かつて岐阜県安八郡に存在した村である。現在の安八郡安八町の大部分を占める輪中の村であり、長良川と揖斐川に挟まれた地域である。

## 歴史

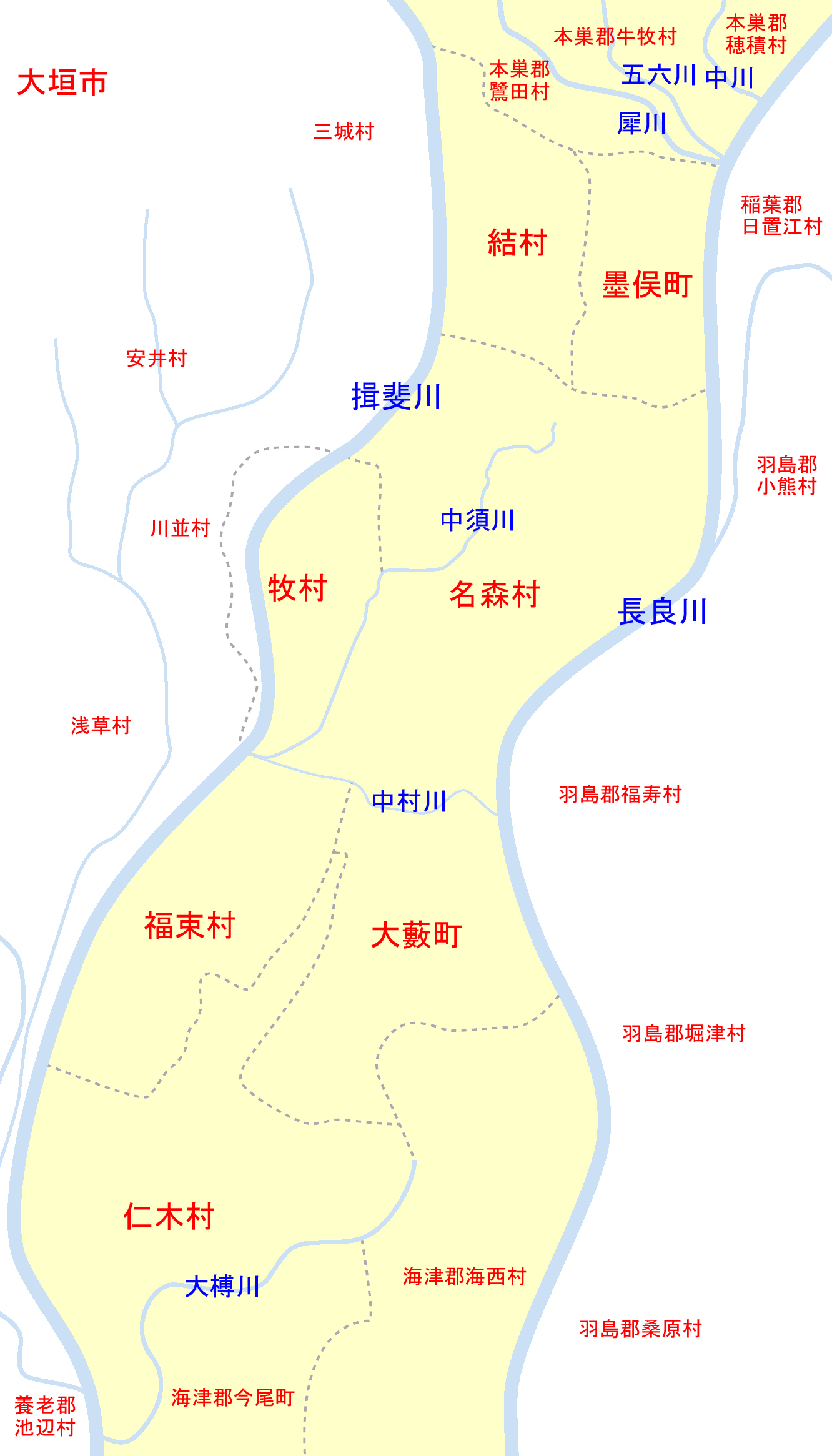
犀川事件当時の周辺自治体の位置関係図

- 地名の「名森」は村内に位置する「名木林神社」に由来し、木と林を併せて「森」としたものである[1]。明治の合併に際して、対象となった全ての村民が納得する名称として考案された[1]。
- 江戸時代末期、この地域は美濃国安八郡であり、尾張藩領、犬山藩領、天領、旗本領などであった。

### 年表
- 1897年（明治30年）4月1日 - 氷取村、大明神村、中須村、大野村、南今ヶ淵村、善光村、森部村、南条村、大森村、北今ヶ淵村、中村が合併し、名森村となる。
- 1929年（昭和4年）1月8日 - 犀川の改修工事を巡り、安八郡の住民と警察が名森村で衝突[2]。陸軍も鎮圧に出動し、200名以上の検挙者が出る（犀川事件）。
- 1955年（昭和30年）4月1日 - 結村、牧村と合併し安八村が発足[3]。同日名森村廃止。

## 学校
- 名森村立名森小学校（現・安八町立名森小学校）
- 安八郡名森村牧村学校組合登龍中学校（現・安八町立登龍中学校）

## 名所・旧跡
- 宇波刀神社 - 式内社宇波刀神社の論社。元伊勢の伊久良河宮の説がある。
- 名木林神社 - 元伊勢の伊久良河宮の説がある。
- 薬師堂 - 戦国時代に森部の戦いが行われ、薬師堂近くで首実検が行われた。
- 氷取城跡
- 森部城跡

## その他

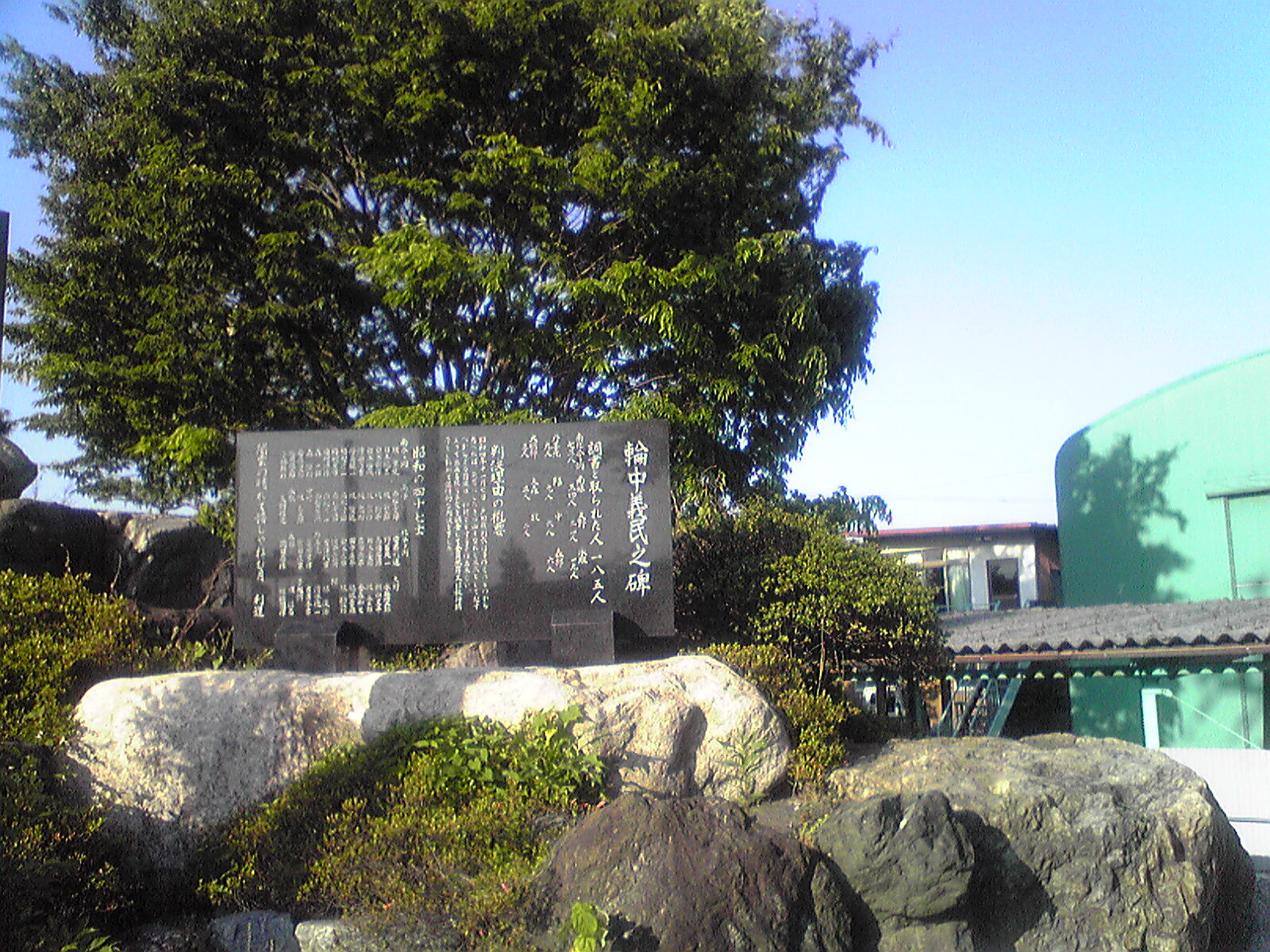
旧名森村役場跡地に建つ輪中義民の碑

- 旧・名森村役場の跡地には、犀川事件を後世に残すために、石碑（輪中義民の碑）が建立されている。